# Guy Tapoko
Guy-Noël Tapoko (Bangangté, 25 dicembre 1968) è un ex calciatore camerunese, di ruolo centrocampista.

## Carriera

### Club
Ha giocato nel campionato camerunese e francese.

### Nazionale
Con la maglia della Nazionale ha partecipato alla Coppa d'Africa nel 1992.